# Dirk Jens Nonnenmacher
Dirk Jens F. Nonnenmacher (* 3. Juni 1963 in Karlsruhe) ist ein deutscher Mathematiker und Manager. Vom 18. November 2008 bis zum 31. März 2011 war er Vorstandsvorsitzender der HSH Nordbank.

## Leben
Nonnenmacher studierte Mathematik und Medizin an der Universität Ulm. 1990 wurde er beim Mathematiker Wolfgang Jurkat in Ulm über die Theorie mehrdimensionaler Perron-Integrale mit Ausnahmemengen promoviert, 1993 folgte die Habilitation. Parallel arbeitete er als Berater von Unternehmen der Finanzbranche. 1998 begann Nonnenmacher im Risikocontrolling der Dresdner Bank. 2002 wurde er zum Honorarprofessor an der Fakultät für Mathematik und Informatik der Ruprecht-Karls-Universität Heidelberg bestellt. 2004 wechselte Nonnenmacher zur DZ Bank. Dort leitete er das Strategische, Risiko- und Financial-Controlling.

### HSH Nordbank
Ab 1. Oktober 2007 war Nonnenmacher Vorstandsmitglied der HSH Nordbank, seit 18. November 2008 deren Vorstandsvorsitzender. 
Am 24. September 2008 hatte die Bank Lehman Brothers Insolvenz angemeldet. Die Bankenkrise wurde allgemein bewusst; die Wirtschaftslage in vielen Industrieländern trübte sich schnell ein. Infolgedessen musste die HSH Nordbank Wertberichtigungen durchführen, die Gesamtabschreibungen betrugen im September 2008 laut Pressemeldungen rund 1,1 Milliarden Euro. Die Bank hatte damit Belastungen (Gewinn- und Verlustrechnung plus Neubewertungsrücklage) in Höhe von 2,4 Milliarden Euro in ihren Büchern. Am 10. November 2008 trat Hans Berger wegen der Finanzmarktkrise von seinem Amt als Vorstandsvorsitzender der HSH Nordbank zurück. Eine Woche später wurde bekannt, dass Vorstandsmitglied Nonnenmacher sein Nachfolger wurde.
Am 9. November 2010 teilten die beiden Hauptanteilseigner der Bank, die Bundesländer Schleswig-Holstein und Hamburg, öffentlich mit, sie hätten den Aufsichtsratsvorsitzenden Hilmar Kopper aufgefordert, Nonnenmacher von seinem Posten als Vorstandsvorsitzender zu entbinden. Nonnenmacher verließ die HSH Nordbank zum 31. März 2011.

#### Diskussion um Bezahlung
Die Bank musste mit Bürgschaften in Milliardenhöhe und direkten Finanzhilfen der Länder Hamburg und Schleswig-Holstein gestützt werden. Offiziell wurde verbreitet, Nonnenmachers Gehalt sei auf maximal 500.000 Euro jährlich gedeckelt. Die gleiche Grenze gilt für Vorstandsmitglieder von durch den Bundes-Fonds SoFFin gestützten Banken. Im Sommer 2009 wurde jedoch bekannt, Nonnenmacher solle eine Sonder-Bonuszahlung in Höhe von 2,9 Millionen Euro erhalten. Diese Nebenabsprachen hatte der Präsidialausschuss der HSH Nordbank, darunter der schleswig-holsteinische Finanzminister Rainer Wiegard (CDU), im November 2008 genehmigt. Gegenüber deutschen Medien beklagte Nonnenmacher die Diskussion um sein Gehalt als „Unsinn“ und forderte: „Lassen wir mal die Kirche im Dorf“. Er vertrat die Auffassung, die Themen würden nicht inhaltlich erörtert, sondern skandalisiert. Er selbst sei immer für Transparenz und lebe dies auch im Alltag. Am 13. Oktober 2009 berichtete NDR Info, dass Nonnenmacher über jenes 500-Millionen-Verlustgeschäft informiert war, durch das die HSH an den Rand der Insolvenz geriet.

#### Staatsanwaltschaft und Parlamentarischer Untersuchungsausschuss
Sowohl im Landtag von Schleswig-Holstein als auch in der Hamburgischen Bürgerschaft wurde im Juni 2009 die Einsetzung jeweils eines Parlamentarischen Untersuchungsausschusses beschlossen. Dort sollen die Umstände der HSH-Nordbank-Krise geklärt werden.
Im August 2009 teilte die Staatsanwaltschaft Hamburg mit, dass die Abteilung Wirtschaftskriminalität des Landeskriminalamts (LKA) eine zehnköpfige Sondergruppe mit acht LKA-Beamten und zwei Staatsanwälten eingerichtet habe.
Am 5. Februar 2010 sagte Nonnenmacher erstmals als Zeuge vor dem Parlamentarischen Untersuchungsausschuss der Hamburgischen Bürgerschaft aus. Er verteidigte umstrittene Geldgeschäfte – bei diesen Geldgeschäften beispielsweise „lagerte die Nordbank riskante Immobilienkredite an eine eigens geschaffene Tochterfirma auf der Kanalinsel Jersey aus. Die Kredite wurden von der französischen BNP Paribas versichert und dann zusammen mit Krediten und verbrieften Kreditportfolios der BNP zu dem Konstrukt Omega 55 verbunden. Die Nordbank konnte damit Risiken für einige Monate auslagern (damit die Risiken nicht in der Bilanz 2007 auftauchen und möglichen Einfluss auf die Hamburger Bürgerschaftswahl am 24. Februar 2008 nehmen), handelte sich aber im Gegenzug andere ein und musste mehrere hundert Millionen Euro abschreiben …“ – Diese Transaktionen hatten einen Gesamtwert von 17 Milliarden Euro, so die taz, Nonnenmacher räumte auch Fehler der HSH Nordbank ein. Sein Institut habe „nicht immer sorgfältig gearbeitet“ und „Hamburg und Schleswig-Holstein in eine schwierige Lage gebracht“. Vom Vorwurf der Steuerhinterziehung wurde er vom Amtsgericht Hamburg freigesprochen.

#### Prozess wegen „Omega 55“
Vom 24. Juli 2013 bis 9. Juli 2014 musste sich Nonnenmacher – gemeinsam mit fünf seiner früheren Kollegen aus dem Führungsgremium der HSH, die 2007 im Amt waren – vor der Großen Wirtschaftsstrafkammer 8 des Landgerichts Hamburg für Fehlmanagement (Veruntreuung von Bankvermögen in einem besonders schweren Fall) verantworten. Im Zentrum des Verfahrens stand das (oben beschriebene) ominöse Geschäft der Bank aus dem Jahre 2007 mit der Bezeichnung „Omega 55“.
Gemeinsam mit Nonnenmacher wurden angeklagt:
- Hans Berger, der im Dezember 2007, als das Omega-55-Geschäft beschlossen wurde, Vorstandsvorsitzender der HSH Nordbank war,
- Peter Rieck, der als (damaliger) stellvertretender Vorsitzender des Vorstands u. a. für die Bereiche Schifffahrt, Transport, Immobilienkunden und die Niederlassungen in Amerika und Asien zuständig war,
- Jochen Friedrich, der im Dezember 2007 dem HSH-Vorstand seit einem halben Jahr angehörte und zuständig war für das Investmentmanagement und den Kapitalmarkt sowie die Niederlassung London,
- Hartmut Strauß, der damals für das Risikomanagement der Bank zuständig war und
- Bernhard Visker, Vorstand seit Januar 2007. Visker war verantwortlich für Firmen- und Immobilienkunden, Private Banking und Sparkassen.

Damit stand erstmals der komplette Vorstand eines Geldhauses für ein Geschäft im Vorfeld der Finanzkrise wegen Untreue vor einem Strafgericht. Dass sich ein gesamter Bankvorstand strafrechtlich verantworten muss, ist ein Novum in der deutschen Wirtschaftsgeschichte. (1990 wurde vor der 27. Strafkammer des Landgerichts München gegen den Vorstand der Bayerischen Raiffeisen-Zentralbank AG ein langwieriger Untreue-Prozess eröffnet, der mit Haft- und Bewährungsstrafen endete.) Den Angeklagten im HSH-Prozess wurde vorgeworfen, „als Mitglieder des Vorstands der HSH Nordbank AG im Dezember 2007 die komplexe Finanztransaktion 'Omega 55' genehmigt zu haben, obwohl anhand der ihnen vorgelegten Kreditvorlage eine umfassende Abwägung von Chancen und Risiken des Geschäfts nicht möglich gewesen sei.“ U.a. sei eine allgemein von der Bank bezweckte Verbesserung bankaufsichtsrechtlicher Eigenkapitalkennziffern aufgrund der Struktur dieser Transaktion nicht zu erreichen gewesen. Ebenfalls habe die Kreditvorlage keine aussagekräftigen Angaben über die Ertrags- und Kostensituation des Geschäfts enthalten. Die Staatsanwaltschaft bezifferte den entstandenen Schaden auf 158 Millionen Euro.
Die Kammer warf Nonnenmacher und Friedrich vorsätzlich falsche Darstellung von Bilanzen vor. Im Quartalsbericht des HSH Konzerns vom 31. März 2008 und in einer Pressemitteilung vom 20. Juni 2008 war ein Überschuss von 81 Mio. Euro ausgewiesen worden, aber in Wirklichkeit lag ein Fehlbetrag von 31 Mio. Euro vor. Die Bilanz wurde später korrigiert und wies dann auch einen Verlust von 77 Millionen Euro aus.
Am 9. Juli 2014 wurden alle Angeklagten freigesprochen, obwohl ihnen die Strafkammer Vorsatz, zumindest bedingten Vorsatz nachgewiesen hatte, aber fand, dass die Angeklagten die „Grauzone in Richtung Strafbarkeit“ nicht überschritten hätten. Die Strafkammer erklärte in der mündlichen Urteilsbegründung, sie sehe bei den Angeklagten alle Tatbestände der Untreue in Bezug auf das Geschäft Omega 55 als erfüllt an, die Pflichtverletzungen seien jedoch nicht „schwerwiegend und evident“ genug für eine Verurteilung.
Am 12. Oktober 2016 hob der 5. Strafsenat des Bundesgerichtshofes die Freisprüche auf und verwies die Sache an das Landgericht Hamburg zurück. Er erklärte, das Landgericht habe die Pflichtverletzungen unvollständig geprüft. Er gab damit der Staatsanwaltschaft Recht, die gegen die Freisprüche in Revision gegangen war. Im Juni 2019 wurde der Prozess schließlich gegen Auflagen (1,5 Millionen Euro Geldzahlung) eingestellt.

## Mitgliedschaften
Vom 11. Februar 2009 bis zum 31. März 2011 war Nonnenmacher Mitglied des Verwaltungsrates der DekaBank Deutsche Girozentrale.
Die Hapag-Lloyd AG wählte Nonnenmacher (damals CEO der HSH Nordbank) zum 1. Juni 2010 in ihren Aufsichtsrat. Er folgte dort Peter Rieck, der dem Gremium seit März 2009 angehört hatte. Zum 30. März 2011 schied er aus dem Aufsichtsrat wieder aus.